# 博恩斯冰川
博恩斯冰川（英語：Borns Glacier），是南極洲的冰川，位於維多利亞地，處於科茨山以西，流經庫克里山，由英國探險隊繪入地圖，現時由南極條約體系管理。